# Ойленбіс
Ойленбіс (нім. Eulenbis) — громада в Німеччині, розташована в землі Рейнланд-Пфальц. Входить до складу району Кайзерслаутерн. Складова частина об'єднання громад Вайлербах.
Площа — 3,97 км2. Населення становить 508 ос. (станом на 31 грудня 2020).

## Галерея

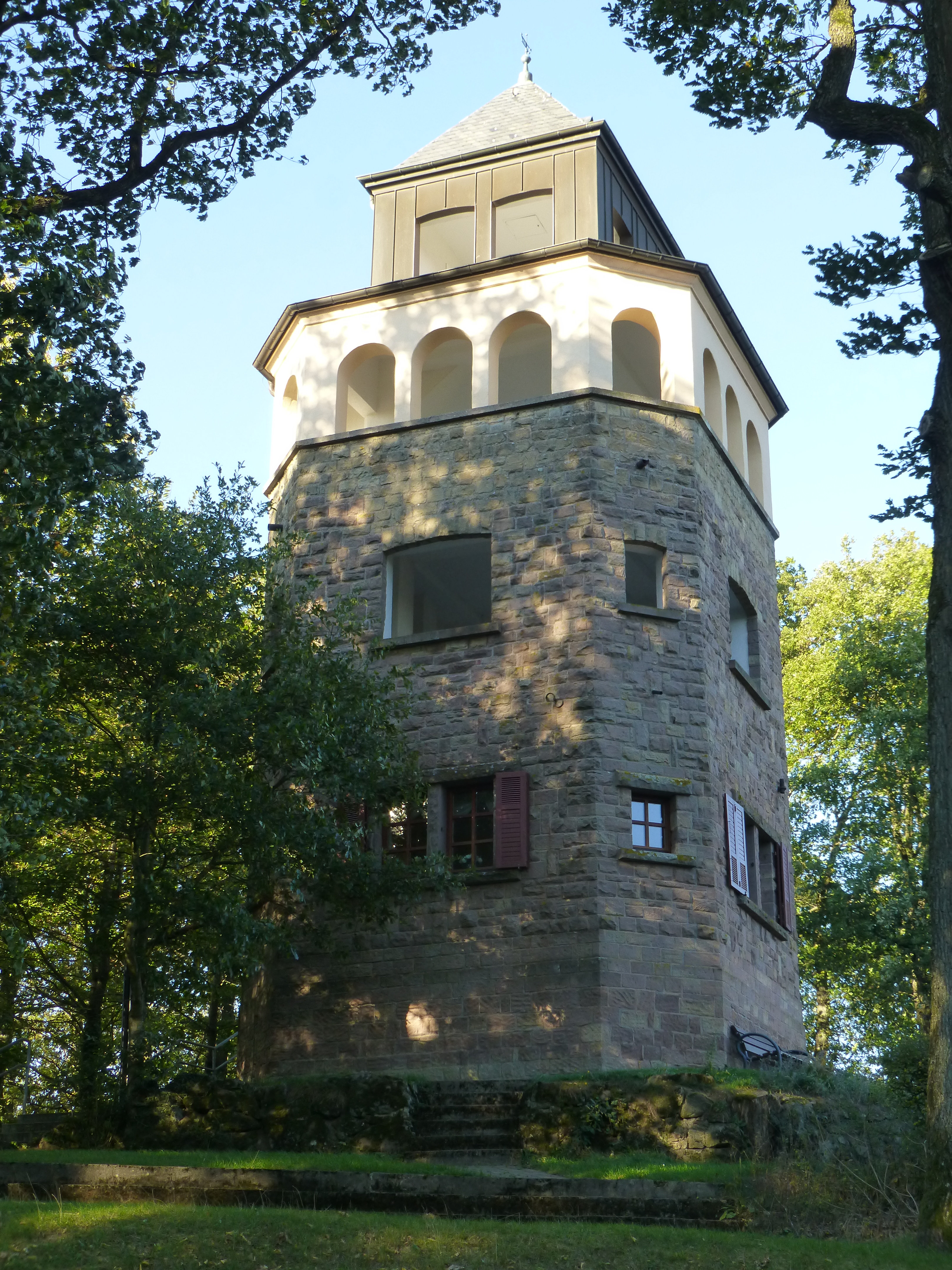
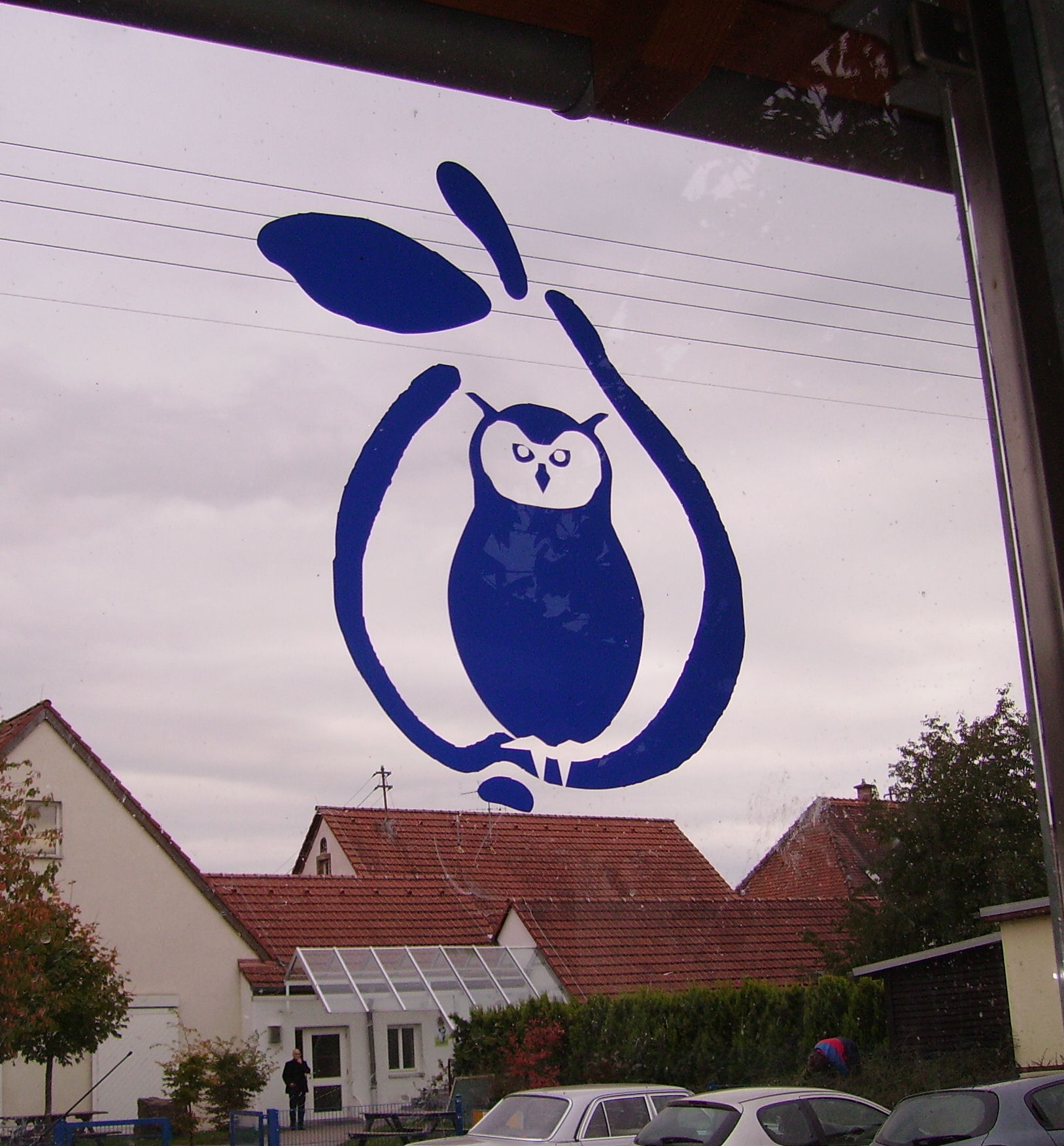
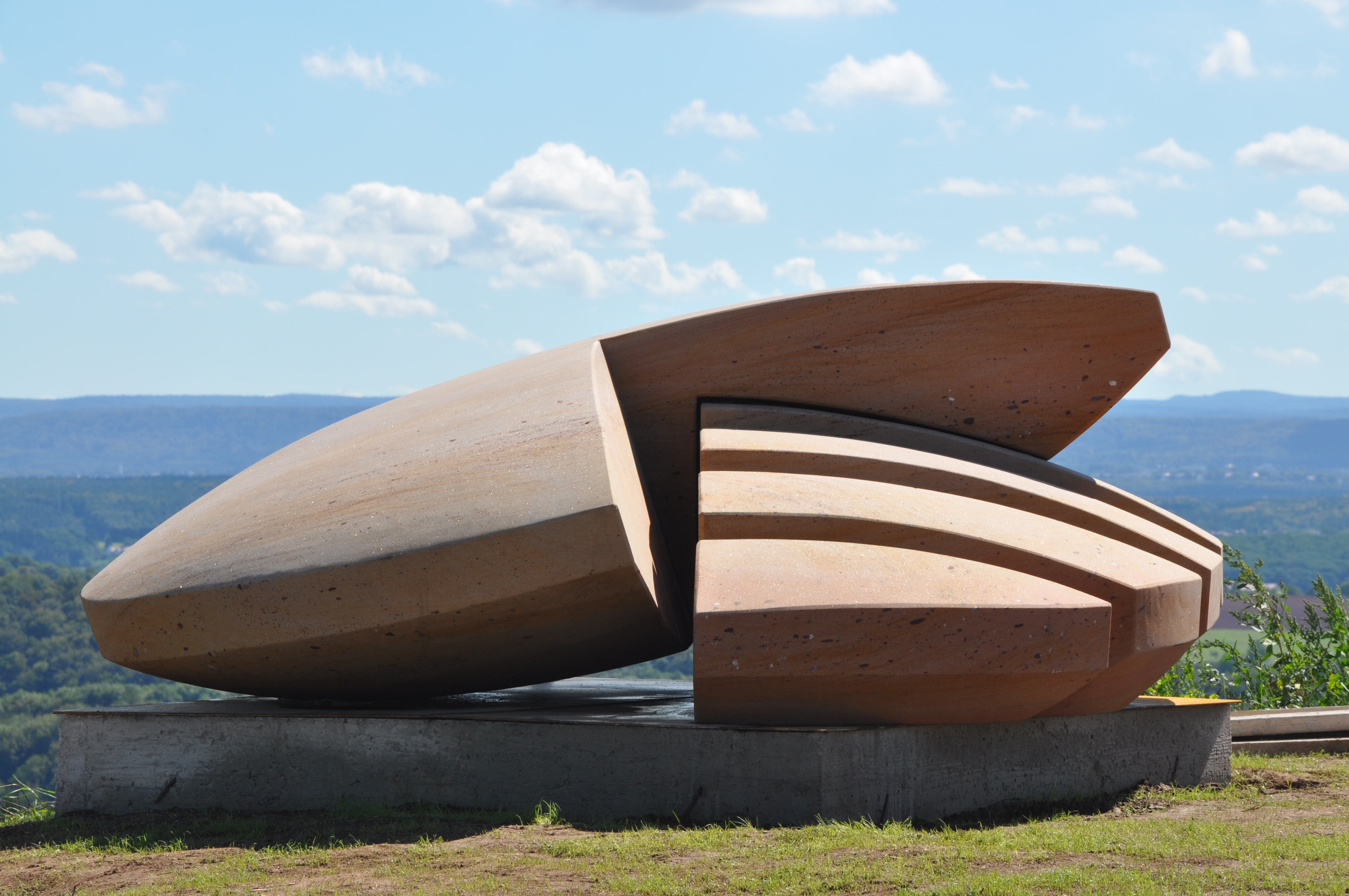